# 五井町立千種中学校
五井町立千種中学校（ごいちょうりつ ちぐさちゅうがっこう）は、千葉県市原郡五井町今津朝山にかつて存在した公立中学校。1955年（昭和30年）3月30日をもって閉校した。本校の2代目として市原市立千種中学校が1987年（昭和62年）9月1日に開校している。

## 概要
現在は市原市姉崎地区となっている市原郡五井町西部の今津朝山に位置していた。今津朝山は旧千種村から五井町に編入されたが、その11日後より姉崎町の行政区域に編入している。この姉崎町と五井町の行政区域分割によって、本校の通学区域は2町に分かれることとなったため、本校の通学区域のうち、姉崎町域となった区域は姉崎町立姉崎中学校に、五井町域となった区域は五井町立五井中学校の通学区域に編入され、五井町立千種中学校は閉校した。
閉校後の校地は、校舎等をそのままに姉崎町立朝山小学校として利用され、市原市発足後の1970年（昭和45年）3月31日まで使用されたのち、同日限りで閉校となって翌年までに撤去された。現在は周囲の宅地開発が進み、せんどう青柳店などの商業施設や公園などが立地している。

## 沿革

### 概歴
学校教育法施行により、1947年（昭和22年）4月1日に千種村立千種中学校として開校した。1955年（昭和30年）3月20日に千種村が五井町に併合されたため五井町立千種中学校と改称したが、3月31日に旧千種村のうち今津朝山と柏原が五井町から姉崎町に編入となったため、千種中学校の通学区域のうち五井町域は五井町立五井中学校に、姉崎町域は姉崎町立姉崎中学校に併合される形で同日をもって閉校となった。跡地は姉崎町立朝山小学校が使用した。

### 年表
- 1947年（昭和22年）4月1日 - 千種村立千種中学校開校[2]。
- 1955年（昭和30年）
  - 3月20日 - 五井町立千種中学校に改称[2]。
  - 3月31日 - 閉校[2]。

## 通学区域
- 旧千種村の全域